# Pinzgauer

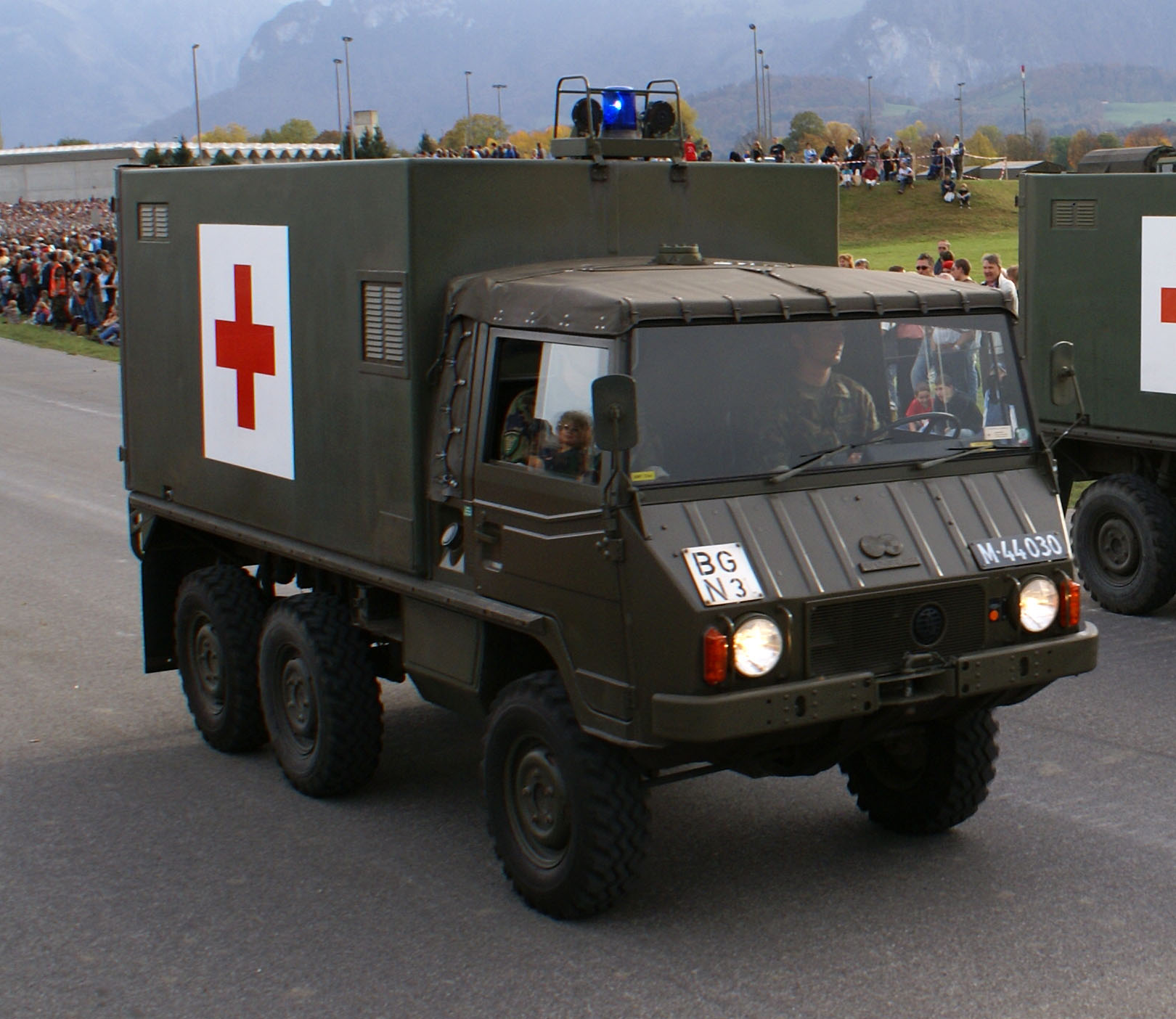
Pinzgauer jako wojskowa sanitarka szwajcarska

Pinzgauer – austriacki wojskowy wielozadaniowy terenowy samochód ciężarowy opracowany w drugiej połowie lat 60. XX wieku przez przedsiębiorstwo Steyr-Daimler-Puch jako następca pojazdu Haflinger.
Produkcja seryjna samochodów Pinzgauer rozpoczęła się w 1971 roku. Dwa lata później pierwsze pojazdy trafiły do armii austriackiej. Samochody produkowane były w wersjach z napędem 4x4 (oznaczenie 710) i 6x6 (712), z nadwoziem zamkniętym (K), pokrytym brezentem (M) lub otwartym (T). Powstała też ograniczona liczba pojazdów innych wersji m.in. ambulans z tylną częścią nadwozia w postaci zdejmowanego kontenera (AMB-S). W 1985 roku zaprezentowane zostały zmodernizowane wersje pojazdu – 716 (4x4) oraz 718 (6x6).
W 2000 roku produkcję pojazdu przejęła brytyjska spółka Automotive Technik, a w 2007 BAE Systems. Rok później produkcja pojazdu została zakończona.
Poza Austrią pojazd znalazł zastosowanie w siłach zbrojnych 28 państw świata, m.in. Malezji, Nowej Zelandii, Szwajcarii i Wielkiej Brytanii.